# TCG Muavenet (DM 357)
TCG Muavenet (DM-357) (trước đây là USS Gwin, chuyển giao vào năm 1971) đây là tàu khu trục của Hải quân Thổ Nhĩ Kỳ bị hư hại bởi hai tên lửa Sea Sparrow được bắn từ USS Saratoga trong một cuộc diễn tập của NATO ở Vịnh Saros, Thổ Nhĩ Kỳ vào năm 1992, gây tử vong và thương tích trong thủy thủ đoàn.

## Sự cố tên lửa Sea Sparrow
Vào mùa thu năm 1992, Hoa Kỳ, Thổ Nhĩ Kỳ và một số thành viên NATO đã tham gia "Tập trận thể hiện Quyết tâm năm 1992", một cuộc tập trận chung hải quân dưới sự chỉ huy chung của Đô Đốc Jeremy Michael Boorda của Hải quân Hoa Kỳ. Các lực lượng của các quốc gia tham gia được giao cho một trong hai đội đa quốc gia. Phó đô đốc T.Joseph Lopez của Hải quân Hoa Kỳ đã dẫn dắt "Lực lượng Màu nâu", bao gồm "Saratoga". "Lực lượng Màu Lục" đối lập, bao gồm cả "Muavenet", dưới sự kiểm soát trực tiếp của Đô đốc Kroon của Hà Lan.
Trong giai đoạn "tăng cường chiến thuật" của cuộc tập trận, "Lực lượng Màu Lục" đã cố gắng hạ cánh ở Vịnh Saros trong Biển Aegean chống lại sự kháng cự của "Lực lượng Màu Lục". Đô đốc Boorda yêu cầu các đơn vị bao gồm mỗi lực lượng tích cực tìm kiếm và "tiêu diệt" lẫn nhau. Cả hai chỉ huy lực lượng đặc nhiệm có toàn quyền tham gia vào kẻ thù mô phỏng khi nào và ở nơi nào mà họ cho là thích hợp và sử dụng tất cả các tài sản chiến tranh theo ý của họ để đạt được thắng lợi.
Trong một buổi tập trận vào ngày 1 tháng 10 năm 1992, chỉ huy trưởng Đô đốc Philip Dur, không ra lệnh cho một cuộc tấn công mô phỏng các lực lượng đối lập gần đó sử dụng tên lửa Sea Sparrow. Tên lửa Sea Sparrow, một hệ thống phòng thủ máy bay, không phải là một phần của giáo lý hiện tại để chiến đấu với các mục tiêu bề mặt và chưa được sử dụng trước đây, trong các bài tập hoặc trong các hoạt động chiến đấu trực tiếp chống lại các mục tiêu bề mặt.
Nếu không có thông báo trước về bài tập, các sĩ quan về Saratoga khởi động tên lửa Sea Sparrow và hướng họ tiến hành cuộc tấn công mô phỏng. Theo Hải quân Hoa Kỳ, một số thành viên của đội bắn tên lửa đã không được thông báo rằng bài tập này là một bài tập mô phỏng chứ không phải là sự kiện bắn đạn thật.
Khi tiến hành, giám sát hệ thống tên lửa sử dụng ngôn ngữ để cho biết họ đang chuẩn bị bắn tên lửa thật, nhưng do không có thuật ngữ tiêu chuẩn nên các giám sát viên không đánh giá cao được tầm quan trọng của các thuật ngữ được sử dụng và các yêu cầu được đưa ra. Cụ thể, giám sát Hệ thống Chuyển đổi Mục tiêu ban hành lệnh "cánh tay và điều chỉnh", thuật ngữ mà các giám sát hệ thống điều khiển hiểu là yêu cầu vũ khí của tên lửa để chuẩn bị cho việc bắn đạn thật. Các viên chức giám sát đã không nhận ra rằng "cánh tay và điều chỉnh" đã cho thấy một cuộc tấn công thật và bỏ qua hai yêu cầu riêng biệt từ các giám sát hệ thống tên lửa để làm rõ liệu lệnh khởi động là một bài tập hay không. Kết quả là, ngay sau nửa đêm sáng ngày 2 tháng 10, Saratoga đã bắn hai tên lửa Sea Sparrow vào Muavenet. Tên lửa đầu tiên tấn công vào cây cầu, tiêu diệt nó và Trung tâm Thông tin Chiến đấu. Tên lửa thứ hai tấn công vào sau nhưng không phát nổ. Vụ nổ và các vụ hỏa hoạn xảy ra đã làm 5 sĩ quan tàu thiệt mạng và bị thương 22 chiếc tàu hải quân Hoa Kỳ gần đó đáp lại viện trợ cho con tàu Thổ Nhĩ Kỳ hiện nay mà không có sự lãnh đạo. Đội cứu hỏa và cứu hộ đã lên tàu và đưa ra đám cháy ở cầu và phía sau ngăn chặn bất kỳ vụ nổ thứ cấp nào.
Những thủy thủ thực sự bắn các tên lửa không bị trừng phạt, nhưng sĩ quan chỉ huy tàu, thuyền trưởng James M. Drager, bốn sỹ quan và ba binh sỹ tham gia nhận án hình phạt, một hành động có hiệu quả kết thúc sự nghiệp của Hải quân Hoa Kỳ.
USS Capodanno (FF-1093) đã được Hải quân Hoa Kỳ cấp cho Thổ Nhĩ Kỳ như là một phần của việc khôi phục tai nạn và tàu đã được đổi tên thành TCG Muavenet (F-250).

## Vụ kiện
Ngày 29 tháng 9 năm 1994, một số thủy thủ Thổ Nhĩ Kỳ hải quân phục vụ trên tàu "Muavenet" đã khởi kiện chống lại chính phủ Hoa Kỳ. Hành động bao gồm hai tuyên bố hy sinh và 299 tuyên bố thương binh. Vào ngày 20 tháng 2 năm 1997, Tòa kháng cáo Hoa Kỳ khẳng định một phán quyết của tòa án thấp hơn đối với họ. Kết luận của họ là:
Trường hợp này đưa ra một câu hỏi chính trị vì nó đòi hỏi một tòa án phải can thiệp vào việc ra quyết định quân sự và chính sách đối ngoại, những khu vực Hiến pháp đã cam kết điều phối các chi nhánh của chính phủ.